# غرانت فور
غرانت فور هو لاعب هوكي جليد كندي، ولد في 28 سبتمبر 1962 في سبروس غرووف في كندا.

## وصلات خارجية
- غرانت فور على موقع دوري الهوكي الوطني (الإنجليزية)
- غرانت فور على موقع EliteProspects.com (الإنجليزية)
- غرانت فور على موقع HockeyDB.com (الإنجليزية)
- غرانت فور على موقع Hockey-Reference.com (الإنجليزية)